# Tempo (música)
Em musicologia, tempo rítmico, é a duração de cada unidade do compasso, e também indica o andamento (a velocidade) com que se deve executar um trecho de música (trecho chamado movimento), indicado por expressões técnicas de velocidade (como moderato, alegreto, marcha).
Na partitura ocidental, o tempo rítmico é representado por uma formula de compasso musical ou ‎‎assinatura de tempo‎‎ (também conhecida como ‎‎assinatura do medidor‎‎ ou ‎‎assinatura de medida)‎‎ um padrão usada na ‎‎notação musical ‎‎ocidental, para especificar quantas ‎‎batidas‎‎ (pulsos) estão contidas em cada compasso, e qual ‎‎o valor da nota é equivalente a uma batida. ‎A assinatura do tempo aparece no início da partitura, como um símbolo de tempo ou numerais empilhados 4
4, seguindo a ‎‎assinatura da chave (ou seguindo o símbolo ‎‎da clave,‎‎ se a assinatura da chave estiver vazia). Uma assinatura de tempo de pontuação média, geralmente seguindo uma ‎‎linha de barra‎‎, indica uma mudança de ‎‎medidor‎‎.
Existem vários tipos de assinaturas de tempo, quando a música segue padrões regulares (ou simétricos) de batida, como ‎‎simples (por exemplo 2
4) composto (por exemplo 6
8), mudança de padrões de batida, como ‎‎complexo (por exemplo 5
4), ‎‎misto‎‎ (por exemplo 5
8), ‎‎aditivo‎‎ (por exemplo 3+2+3
8), ‎‎fracionado‎‎ (por exemplo 2½
4) e, ‎‎medidor irracional‎‎ (por exemplo 3
10).

## Tempo musical x conceito de tempo
Conhecendo que existe tempo, e este define a relação de distância e quantidade entre um acontecimento e outro, este é o conceito cabível também à questão musical, excepcionalmente quando o elemento temporal é o som. Neste caso, o tempo define, nesta ordem:
A distância entre um som anterior ou uma pausa sonora anterior pertencente a uma música;
O início de um próximo som;
A duração desse som;
O espaço entre esse som e o próximo evento.
Sendo que, quando esse som for o último da música, o espaço entre ele e o próximo já não mais é classificado nessa música (que se encontrará num estado onde seu tempo parou de ser considerado e, com isso, ela deixou de existir no momento).
Pode-se considerar que a música depende completamente do tempo para existir, pois, se o tempo parasse, não seria possível um evento musical ou sequer o som (que depende do início e término de uma vibração que, por sua vez, ocorre num intervalo de tempo). Um som depende do momento para iniciar, existir e deixar de existir, e, de modo mais abstrato, ocorre o mesmo com a música: em algum momento, ela passa a ser considerada existente, e seu tempo passa a ser algo organizado (no sentido de estar sendo considerado ocorrente) com um início e necessariamente com um final.

## Tempo musical x ritmo
A forma mais comum de associação entre o tempo e a música é o ritmo. O ritmo, a curto modo, é a forma musical de organizar os sons e pausas sonoras no tempo.
O ritmo é capaz de dizer musicalmente qual será a duração de um som ou de uma pausa sonora no decorrer de um momento musical. Em algum momento, a música passa a existir; para tanto, seu tempo passa a ser medido. Dentro desse período em que se mede o evento musical, o acontecimento do som ou pausa (silêncio) é, normalmente, dividido em ciclos classificados no ritmo musical.
Por exemplo: uma música pode durar dois minutos. Esse é o tempo que ela utiliza para se manifestar (todos seus sons e pausas ocorrem nesse período). O músico pode até desconhecer a importância dessa quantidade de tempo, pois usa outra linguagem que traduz essa forma de física para a forma de música. Esse termo do tempo em si, pensado musicalmente, é representado pelo ritmo e por suas atribuições. Logo, desconhecendo que, na forma científica (não que a musical não o seja), a peça dura dois minutos. Cada compasso, equivale a uma divisão definida por um grupo de pulsações com valores iguais entre si. Juntas, essas pulsações agregam a noção de quantidade de tempo. Dentro desses compassos, poderá haver inúmeros sons e pausas sonoras. Desse modo, pode-se estabelecer a relação música x tempo, sendo que um compasso é dividido em tempos de valores iguais a um tempo predefinido.
Se uma música usa a fórmula de compasso 3/4, e uma semínima é igual a 60 (um segundo), em cada compasso haverá 3 tempos, totalizando 3 segundos.
Se uma música totaliza no seu tempo cronometrado aproximadamente 2 minutos, baseado no exemplo anterior, a música teria aproximadamente 120 (segundos) divididos por 3 (número de segundos por compasso), dando um número de 40 compassos na composição, aproximadamente. É importante, no entanto, notar que dificilmente uma interpretação vá durar o mesmo tempo que uma segunda, terceira, ou qualquer outra interpretação, mesmo quando interpretada pelo mesmo músico - a não ser que um metrônomo ou marcador/sequenciador digital seja usado, mas, em música interpretada ao vivo, especialmente na música erudita, isso não se usa (com exceções na música aleatória, ou eletrônica, como com faixas pré-sincronizadas e utilizando um instrumento de comando para inicializar uma sequência pré-gravada que é usada como um guia cronometrado da interpretação - uma forma similar ao muito usado método também das apresentações ao vivo na televisão, em que cantores populares cantam e tocam, ou fingem que cantam e tocam até, junto a uma gravação, e a música soa perfeitamente igual sempre).
Portanto, cria-se uma unidade de medida que relaciona música e tempo, que, neste caso, é unidade de tempos musicais por segundo ou segundos por unidade de tempo.

## Tempo musical x andamento
Afinal, sabendo que existe o relacionamento de um tempo musical com o tempo real de modo a criar uma medida, a graduação dessa medida se dá pelo andamento da música. Se, no exemplo citado, o músico em qualquer momento desejar mudar o valor dessa medida, ele pode escolher entre dois valores a alterar: o tempo real ou o tempo musical.
Escolhendo mudar o tempo musical, ele necessitará aumentar ou diminuir a quantidade desse elemento presente na relação (por exemplo, de 60 compassos para 80 compassos). Nesse caso, o músico interferiu na maneira musical de análise da situação temporal, o que musicalmente o obrigaria a modificar todos os valores das notas musicais e pausas existentes na peça (o que trará um grande trabalho).
Se, por outro lado, ele decide mudar o elemento do tempo real, por exemplo, de 2 minutos para 4 minutos de duração, ele altera a relação física da situação, estabelecendo que o tempo musical irá valer mais segundos, o que dispensará recondicionar o valor das notas e pausas. Portanto, como sugeria Stravinsky, o tempo musical é elástico.
Essa situação de modificar o tempo real da música se dá através do andamento, que informa se a peça é mais ou menos veloz. Se modificamos um Largo (bastante lento) para Allegro (um pouco rápido), não mexemos na quantidade de notas e compassos: somente alteramos a relação de tempo real que será utilizada para cada valor.
Assim como, na física, estabelecemos a relação "tempo musical por segundo", na música usamos o valor batidas por minuto, sendo que o "relógio" da música é o metrônomo, que transforma esse valor por meio de um mecanismo de proporção, e com o qual se pode saber o tempo musical com facilidade. Portanto, se ajustamos um metrônomo para o valor 90 (do nosso exemplo), ele irá executar 90 batidas em um minuto. A notação musical estabelece qual nota musical terá o valor de um batimento (tempo musical) e, partindo disso, o músico passa a ter a capacidade de organização elementar do tempo da obra.

## Características
A tabela abaixo mostra as características das fórmulas de compasso (assinaturas de tempo) mais usadas, indicando a duração musical do compasso:
| Assinaturas de tempo simples   | Assinaturas de tempo simples | Assinaturas de tempo simples | Assinaturas de tempo simples |
| Assinatura de tempo            | Usos comuns | Padrão de percussão simplificado | Representaçãoem vídeo        |
| ------------------------------ | --- | --- | ---------------------------- |
| ou 4 (comum / simples)         | Tempo comum (ou common): Amplamente utilizado na maioria das formas de música popular ocidental. Uma assinatura de tempo comum no: rock, blues, country, funk e, pop | \new Staff << \new voice \relative c' { \clef percussion \numericTimeSignature \time 4/4 \set Score.tempoHideNote = ##t \tempo 4 = 100 \stemDown \repeat volta 2 { g4 d' g, d' } } \new voice \relative c'' { \override NoteHead.style = #'cross \stemUp \repeat volta 2 { a8 a a a a a a a } } >>           |                              |
| ou 2 (duplo)                   | alla breve, tempo curto (ou cut): Usado para batidas e música orquestral rápida. | \new Staff << \new voice \relative c' { \clef percussion \numericTimeSignature \time 2/2 \set Score.tempoHideNote = ##t \tempo 2 = 100 \stemDown \repeat volta 2 { g2 d' } } \new voice \relative c'' { \override NoteHead.style = #'cross \stemUp \repeat volta 2 { a4 a a a } } >>                         |                              |
| 2 4 (dupla)                    | Usado em polca, galope e marcha | \new Staff << \new voice \relative c' { \clef percussion \numericTimeSignature \time 2/4 \set Score.tempoHideNote = ##t \tempo 4 = 100 \stemDown \repeat volta 2 { g4 d' } } \new voice \relative c'' { \override NoteHead.style = #'cross \stemUp \repeat volta 2 { a8 a a a } } >>                         |                              |
| 3 4 (tripla)                   | Usado em valsa, minueto, scherzo, polonesa, mazurca, country e western, R&B e em alguns pop | \new Staff << \new voice \relative c' { \clef percussion \numericTimeSignature \time 3/4 \set Score.tempoHideNote = ##t \tempo 4 = 100 \stemDown \repeat volta 2 { g4 d' d } } \new voice \relative c'' { \override NoteHead.style = #'cross \stemUp \repeat volta 2 { a8[ a] a[ a] a[ a] } } >>             |                              |
| 2 8 (tripla)                   | Também presente nos ritmos acima, mas normalmente sugere um ritmo mais rápido, ou uma hipermétrica mais curta, como em certas danças folclóricas, como cachucha | \new Staff << \new voice \relative c' { \clef percussion \numericTimeSignature \time 3/8 \set Score.tempoHideNote = ##t \tempo 4. = 80 \stemDown \repeat volta 2 { g4. } } \new voice \relative c'' { \override NoteHead.style = #'cross \stemUp \repeat volta 2 { a8 a a } } >>                             |                              |
| Assinaturas de tempo compostas | | |                              |
| Assinatura de tempo            | Usos comuns | Padrão de percussão simplificado | Representaçãoem vídeo        |
| 6 8 (duplo ou composto)        | Duplo jigs (comédia burlesca), polka, sega, salegy, tarantella, marcha, barcarolle, loure, e alguns rocks | \new Staff << \new voice \relative c' { \clef percussion \numericTimeSignature \time 6/8 \set Score.tempoHideNote = ##t \tempo 4. = 80 \stemDown \repeat volta 2 { g4. d' } } \new voice \relative c'' { \override NoteHead.style = #'cross \stemUp \repeat volta 2 { a8 a a a a a } } >>                    |                              |
| 9 8 (triplo)                   | Tempo triplo composto: slip jigs, zeibekiko, canções de ninar, a Quarta Sinfonia de Tchaikovsky e o movimento final do Concerto para violino em lá menor de J.S. Bach (BWV 1041) são exemplos familiares. "Clair de lune" do Debussy e os compassos de abertura de Prélude à l'après-midi d'un faune | \new Staff << \new voice \relative c' { \clef percussion \numericTimeSignature \time 9/8 \set Score.tempoHideNote = ##t \tempo 4. = 80 \stemDown \repeat volta 2 { g4. d' d } } \new voice \relative c'' { \override NoteHead.style = #'cross \stemUp \repeat volta 2 { a8 a a a a a a a a } } >>            |                              |
| 12 8 (quadruplo)               | Também comum em blues lento (ou shuffle) e doo-wop; recentemente usaqdo no rock. Também pode ser ouvido em alguns jigs como "The Irish Washerwoman".assinatura de tempo do segundo movimento da Sinfonia Pastoral de Beethoven                                                                       | \new Staff << \new voice \relative c' { \clef percussion \numericTimeSignature \time 12/8 \set Score.tempoHideNote = ##t \tempo 4. = 80 \stemDown \repeat volta 2 { g4. d' g, d' } } \new voice \relative c'' { \override NoteHead.style = #'cross \stemUp \repeat volta 2 { a8 a a a a a a a a a a a } } >> |                              |